# ران فریمن
ران فریمن (انگلیسی: Ron Freeman؛ زادهٔ ۱۲ ژوئن ۱۹۴۷) دونده اهل ایالات متحده آمریکا بود.
وی در مسابقات کشوری و بین‌المللی در مجموع برندهٔ ۱ مدال طلا، ۱ مدال برنز شده‌است.